# アイク (卸売)
アイク株式会社は、かつて存在した開発輸入などを行う日本の商社。イオンの子会社。
日本で企画した商品を国内外のメーカーに作らせ、トップバリュなどのブランドで販売していた。衣料品などの非食料品を中心に扱っていたが、近年では食料品の取扱高も大きくなっていた。

## 概要
1979年に大手・中堅のGMSチェーンストア5社（ジャスコ＝後のイオン、ユニー、いづみや＝後のイズミヤ、忠実屋＝現在はダイエーに合併、ユニード＝現在はダイエーに合併）が、海外商品の共同仕入れのために共同出資して設立した専門商社である。英語社名の「AIC」は「Allied Import Company」が由来となっている。
直後にユニードがダイエー傘下入りのため脱退、後に忠実屋も同じ理由で脱退し、残る3社の共同仕入れ会社となっていたが、1999年にはユニーも脱退したため、アイクはジャスコの子会社となった。その後は株式の3分の2をイオン、残余分をイズミヤが保有する形であったが、2007年にはイズミヤが所有する全株式をアイクへ譲渡（アイクが自己株式として取得）した為、イオンの完全子会社となった。
2013年9月1日付でイオントップバリュと合併した。存続会社はアイクだが、同時にイオントップバリュ（2代目）と商号変更している（逆さ合併）。